# Vigilante

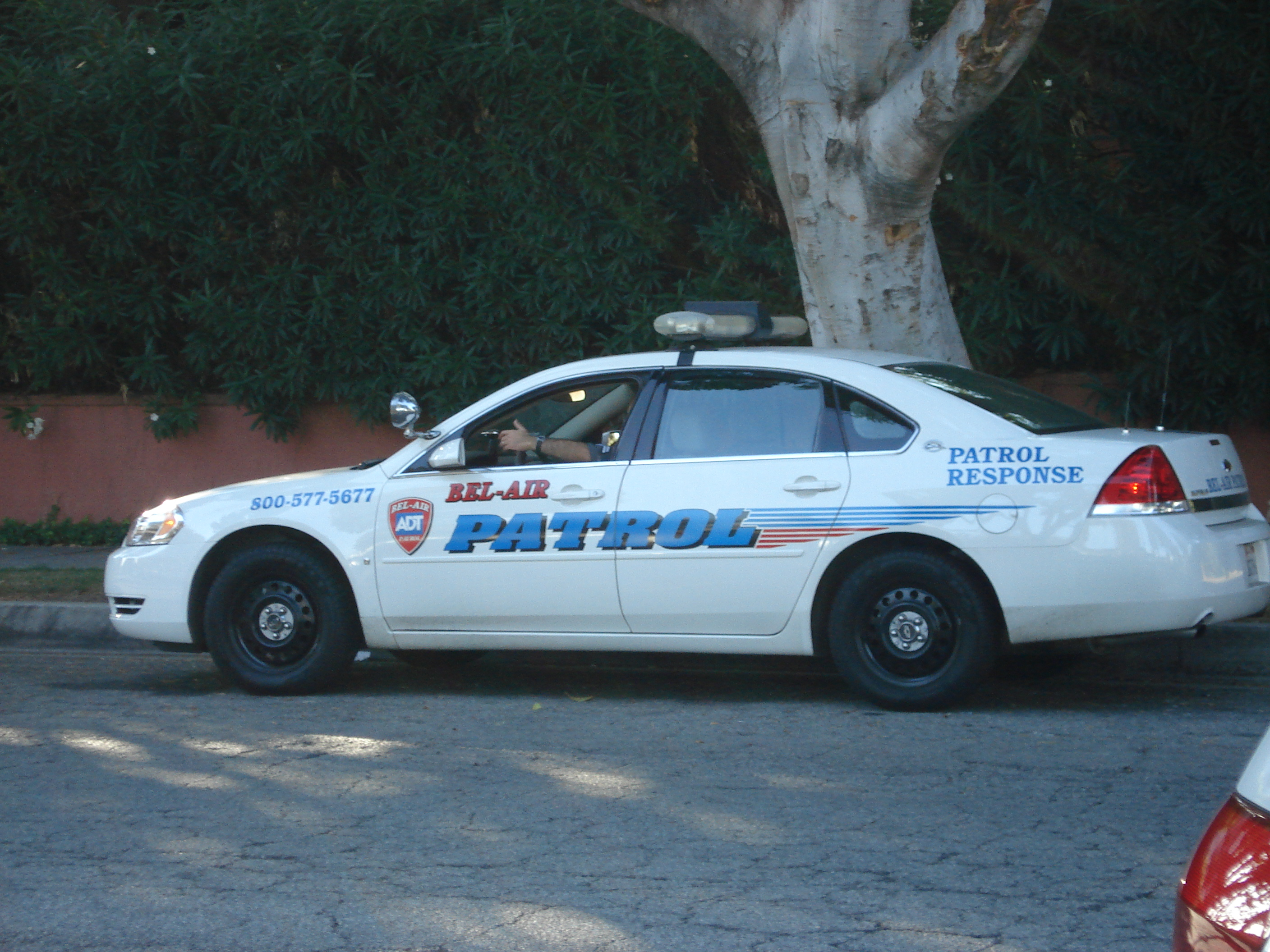
Carro de uma empresa de segurança privada em Bel Air

Um  vigilante  (do termo latino vigilante) é um profissional que protege patrimônios ou pessoas, em estabelecimentos públicos ou privados. Já o vigia tem uma atuação mais restrita, atuando somente na proteção do patrimônio.

## Classes, extensões e cursos da vigilância

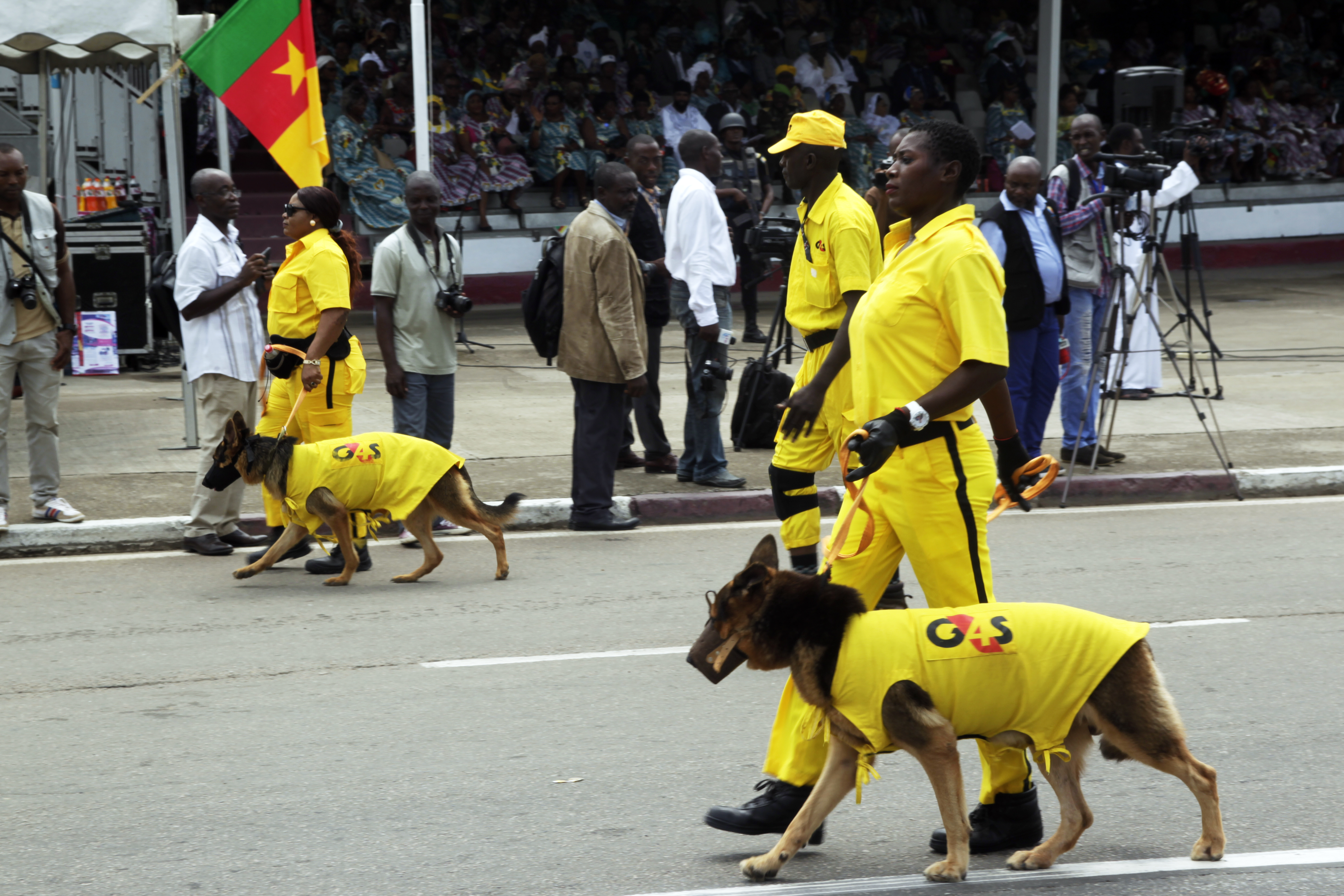
Vigilantes com cães nos Camarões.

- curso de formação – atividade de formação, especialização e reciclagem dos vigilantes.
- vigilância patrimonial – atividade exercida dentro dos limites dos estabelecimentos, urbanos ou rurais, públicos ou privados, com a finalidade de garantir a incolumidade física das pessoas e a integridade do patrimônio no local, ou nos eventos sociais;[3]
- transporte de valores – atividade de transporte de numerário, bens ou valores, mediante a utilização de veículos, comuns ou especiais, a exemplo do carro-forte blindado;
- escolta armada – atividade que visa a garantir o transporte de qualquer tipo de carga ou de valores, incluindo o retorno da guarnição com o respectivo armamento e demais equipamentos, com os pernoites estritamente necessários;
- segurança pessoal – atividade de vigilância exercida com a finalidade de garantir a incolumidade física de pessoas, incluindo o retorno do vigilante com o respectivo armamento e demais equipamentos, com os pernoites estritamente necessários;
- segurança para eventos sociais –  atividade de vigilância com finalidade de atuar em eventos sociais, como shows, festas, exposições, entre outros, além de ter conhecimentos para situações nesse tipo de ambiente, como controle de acesso, prevenção de incidentes e gerenciamento de multidões. [4]
- curso de extensão em equipamentos não letais I e II – foca no treinamento e técnicas de uso adequado de equipamentos não letais, como taser, sprays de pimenta, entre outros.[4]

## No Brasil
O dia do vigilante é comemorado em 20 de junho. Por aqui, em 2022, existem mais de 490 mil pessoas exercendo a função de vigilante. 
De acordo com o número 2, do artigo 6º, do Decreto-Lei nº 35/2004, de 21 de Fevereiro, os vigilantes de segurança privada exercem, entre outras, as seguintes funções:
- Vigiar e proteger pessoas e bens em locais de acesso vedado e condicionado ao público, bem como prevenir a prática de crimes.
- Controlar a entrada, presença e saída de pessoas nos locais de acesso vedado ou condicionado ao público.
- Efetuar o transporte, o tratamento e a distribuição de valores.
- Operar as centrais de recepção e monitorização de alarme.
- Serviço geralmente também é feito por motos.
- Proteção pessoal: função desempenhada por vigilantes especializados e compreende o acompanhamento de pessoas para a sua defesa e proteção.
- Assistentes de recinto desportivo: são vigilantes especializados, que desempenham funções de segurança e proteção de pessoas e bens em recintos desportivos e anéis de segurança.

Uma das instituições de classe do setor é a Associação Nacional de Agentes de Segurança Privada (ANASP), que congrega e representa os trabalhadores dos serviços de segurança privada.
A atividade é fiscalizada pelo Ministério da Justiça, por intermédio do Departamento de Polícia Federal.